# Põltsamaa raba
Põltsamaa raba är en mosse i Estland. Den ligger i landskapet Jõgevamaa, i den centrala delen av landet, 120 km sydost om huvudstaden Tallinn.